# Z-Ro
Z-Ro, pseudonimo di Joseph Wayne McVey (Houston, 6 giugno 1976), è un rapper statunitense.
Di Houston, Texas, è noto per la sua popolarità nata dal nulla, per la flessibilità nelle rime e per l'estensiva collaborazione con altri artisti rap. La popolarità di Z-Ro è aumentata notevolmente da quando ha collaborato nel singolo di Bun B, Draped Up (Remix), assieme a Slim Thug, Chamillionaire e Lil' Keke.

## Discografia
Album in studio
- 1998 - Look What You Did to Me
- 2000 - Z-Ro vs. the World
- 2001 - King of da Ghetto
- 2002 - Screwed Up Click Representa
- 2002 - Z-Ro
- 2002 - Life
- 2004 - Z-Ro Tolerance
- 2004 - The Life of Joseph W. McVey
- 2005 - Let the Truth Be Told
- 2006 - I'm Still Livin'
- 2007 - King of tha Ghetto: Power
- 2008 - Crack
- 2009 - Cocaine
- 2010 - Heroin
- 2011 - Meth
- 2012 - Angel Dust
- 2014 - The Crown
- 2015 - Melting the Crown
- 2016 - Drankin' & Drivin'
- 2016 - Legendary
- 2017 - No Love Boulevard
- 2017 - Codeine
- 2018 - Sadism

Collaborazioni
- 1999 - Rise (con Guerilla Maab)
- 2002 - Resurrected (con Guerilla Maab)
- 2003 - Assholes by Nature (con Trae)
- 2005 - Kings of the South (con Lil' Flip)
- 2008 - It Is What It Is (con Trae)
- 2009 - The Rain (con Chill)
- 2010 - 2 Da Hardway (con Mike D)